# Bulbophyllum dransfieldii
Bulbophyllum dransfieldii är en orkidéart som beskrevs av Jaap J. Vermeulen. Bulbophyllum dransfieldii ingår i släktet Bulbophyllum och familjen orkidéer. Inga underarter finns listade i Catalogue of Life.